# Telly Awards
Il Telly Award è un premio assegnato dall'omonima organizzazione basata  a New York. Lo scopo dichiarato del premio è quello di "onorare i migliori spot televisivi locali, regionali, e via cavo e programmi, nonché i migliori video e produzioni cinematografiche, e le opere create per il Web". Il premio è stato fondato nel 1978 da David E. Carter.

## I premi
I Telly Awards sono assegnati nelle categorie d'argento e di bronzo. Questi premi sono attribuiti dal consiglio della Accademia ed hanno come giudici i vincitori delle passate edizioni (categoria d'argento). In ogni categoria ci possono essere più vincitori (argento) e finalisti (bronzo). Non c'è limite al numero di vincitori o finalisti in una categoria. Le opere non sono in concorrenza le une contro le altre, ma piuttosto sono giudicate sulla base dell'"elevato valore".
Il sito web Telly Awards elenca le migliaia di vincitori di ogni edizione. La documentazione ufficiale riporta che dal 7 al 10 per cento delle oltre 13.000 voci internazionali ricevono un Telly Awards Silver; e da 18 a 25 per cento Telly di bronzo. Il sito ufficiale non riporta i nomi dei vincitori del premio in bronzo risalenti a prima del 2005.
Gli assegnatari del premio sono selezionati da precedenti vincitori del Silver Telly che siano stati accettati nel board dell'organizzazione "Silver Telly".  Il sito Telly Awards indica che i giudici sono "pubblicitari e professionisti della produzione".